# Géognosie

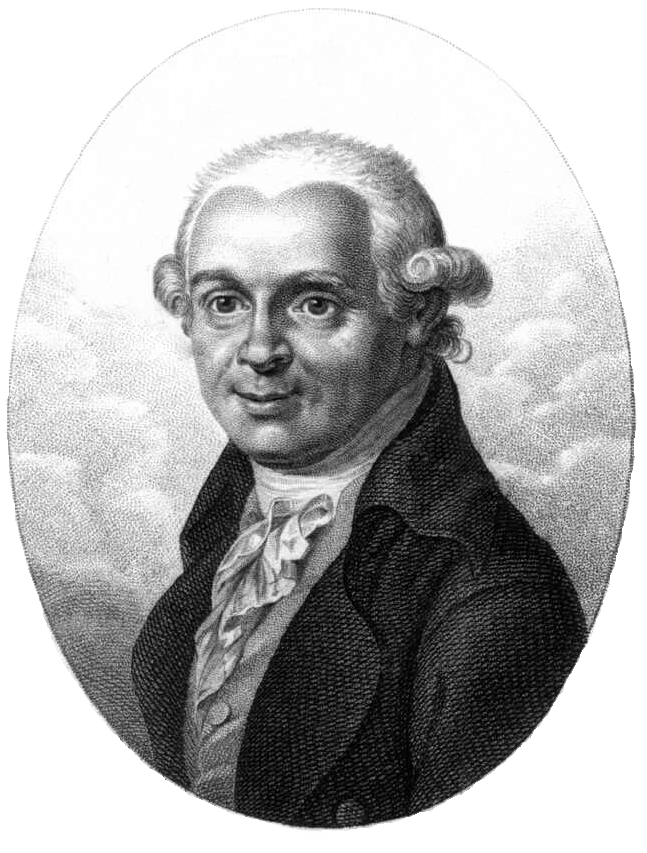
Abraham Gottlob Werner, premier naturaliste à utiliser le mot géognosie

La géognosie (du grec ancien geo : γη̃ (guê) « terre » et -gnosie, γνῶσις (gnôsis) « connaissance »), est un terme utilisé jusqu'au XIXe siècle pour désigner l'étude par les géognostes de la composition de l'écorce terrestre, la description des formations stratifiées, ainsi que de l’analyse des gîtes minéraux et métallifères.
« Uniquement descriptive, elle précise les relations mutuelles et le contenu minéralogique des unités lithologiques superposées, et aboutit d’une part à l’établissement d’une chronologie relative, et d’autre part à la création de cartes géologiques en couleur. Cette science aux enjeux miniers à l’aube de la révolution industrielle a été, selon François Ellenberger, l’une des bases organisatrices de la géologie moderne. Elle naît entre 1810 et 1830 après une triple prise de conscience : d’abord celle de l’immensité des temps géologiques, qui ne fait plus problème, même chez les chrétiens fervents ; ensuite, la succession des faunes dans le temps, grâce aux travaux de Georges Cuvier, concept réorienté par Jean-Baptiste de Lamarck dans un sens évolutionniste, et à la datation des couches par leurs fossiles caractéristiques, établie par Alexandre Brongniart et William Smith ; enfin, par l’inexistence d’une formation primitive originelle montrée par James Hutton dans Theory of the Earth (1788, 1795). Un siècle avant Nietzsche, James Hutton donne une fin de non recevoir à l’obsession de l’origine. Jusqu’alors, plutonisme et neptunisme s’opposent ».

## Historique
Le terme a été défini par Abraham Gottlob Werner en 1776 pour désigner la « science qui étudie la répartition naturelle des minéraux dans tous les types de roches, les relations entre ces roches, leur répartition géographique », science exercée par de nouvelles générations de naturalistes appelés géognostes. Il a été utilisé jusqu'au début du XIXe siècle puis fut remplacé par les termes stratigraphie et géologie, bien que certains auteurs aient employé dans leurs écrits les deux termes simultanément comme chez Casiano de Prado ou Guillermo Schulz (es).
Une distinction a été faite entre la géognosie préparatoire, qui comprenait la géomorphologie, la pétrographie et la paléontologie, et la géognosie systématique, qui visait à mieux comprendre la structure de la croûte terrestre.
En 1839, le géologue et paléontologue, Philippe Matheron, publie un ouvrage consacré à la géognosie, Essai sur la constitution géognostique du département des Bouches-du-Rhône.
Le terme disparaît définitivement de la littérature scientifique au XXe siècle. Le terme sera remplacé par celui de « géologie », utilisé depuis la fin du XVIIIe siècle. La géologie faisait d'abord référence à la zone d'investigation relativement limitée de l'histoire de l'évolution de la Terre. Plus tard, le sens du terme s'est élargi, et la géologie, en tant que science de la construction et de l'histoire évolutionnaire de la terre, a complètement supplanté le terme « géognosie ».